# 末政実緒
末政 実緒（すえまさ みお、1983年4月1日 - ）は、自転車競技MTB、ダウンヒル、フォークロス（4X）およびクロスカントリー (XC)の選手である。女性。兵庫県神戸市出身。最終学歴は、兵庫県立神戸高塚高等学校卒業。

## 経歴
8歳のときに、マウンテンバイクのトライアルをはじめ、9歳のときに全日本選手権優勝。1996年、1997年に世界選手権シリーズ連覇。1998年にダウンヒルに転向。1999年、2000年の全日本3大タイトルを獲得。さらに2001年、アメリカ合衆国のヴァイルで開催された世界自転車選手権ダウンヒル・ジュニア部門で優勝。
2002年より同種目のエリートに転身。2004年、フランスのレ・ジェトで開催された同大会同種目において、8連覇中の女王、アンヌ＝カロリーヌ・ショソンの不参加があったとはいえ、優勝のヴェネッサ・クインに次いで2位に入り、日本人選手として、マウンテンバイク世界選手権で初のメダルを獲得した。
全日本選手権ダウンヒルは2000年から17連覇しており、連覇記録更新中である。この他、UCIマウンテンバイクワールドカップのフォークロス部門において、2003年、2007年、2008年の各年度総合3位、2002年のアジア競技大会・ダウンヒル優勝、アジア選手権・ダウンヒルで10度（2003年から2010年まで8連覇）優勝等がある。
2013年からはクロスカントリーにも参戦し、JCFジャパンシリーズ八幡浜で優勝、全日本選手権で2位を獲得し、翌2014シーズンはクロスカントリーのワールドカップシリーズに参戦した。2015年と2016年には、ダウンヒルと合わせてクロスカントリーでも優勝し、２年連続全日本選手権マウンテンバイク競技のダブルタイトルを獲得した。

## 主な戦績

### トライアル
1993年
全日本選手権 優勝
1994年
全日本選手権 優勝
1995年
世界選手権シリーズ女子クラス 総合2位
1996年
世界選手権シリーズ 総合1位
1997年
世界選手権シリーズ総合1位

### ダウンヒル・フォークロス
2000年
全日本選手権 優勝
アジア選手権 優勝
2001年
世界選手権ジュニアクラス 優勝（アジア人初）
全日本選手権 優勝
アジア選手権 優勝
2002年
全日本選手権 優勝
釜山アジア競技大会優勝
2003年
全日本選手権 優勝
アジア選手権 優勝
アメリカ選手権シリーズ(NORBA) 総合4位(最高2位)
ワールドカップ フォークロス総合3位(最高2位)
2004年
世界選手権 2位
全日本選手権 優勝
アジア選手権 優勝
2005年
全日本選手権 優勝
アジア選手権 優勝
2006年
全日本選手権 優勝
アジア選手権 優勝
2007年
全日本選手権 優勝
アジア選手権 優勝
ワールドカップ ダウンヒル総合7位
ワールドカップ フォークロス 総合3位
2008年
全日本選手権 優勝
アジア選手権 優勝
ワールドカップ ダウンヒル総合7位(最高2位)
ワールドカップ フォークロス総合3位(最高2位)
2009
全日本選手権 優勝(ダウンヒル10連覇達成）
アジア選手権 優勝
2010
全日本選手権 優勝(ダウンヒル11連覇達成）
アジア選手権 優勝
2011
全日本選手権 優勝(ダウンヒル12連覇達成）
2012
全日本選手権 優勝(ダウンヒル13連覇達成）
2013
全日本選手権 優勝(ダウンヒル14連覇達成）
アジア選手権 優勝
2014
全日本選手権 優勝(ダウンヒル15連覇達成）
2015
全日本選手権 優勝(ダウンヒル16連覇達成）
2016
全日本選手権 優勝(ダウンヒル17連覇達成）
2022
全日本選手権 2位
2025
全日本選手権 優勝

### クロスカントリー
2013
JCFジャパンシリーズ J八幡浜インターナショナル 優勝
全日本選手権 2位
2014
全日本選手権 3位
2015
全日本選手権 優勝
2016
全日本選手権 優勝
2019
全日本選手権 2位
2020
全日本選手権 2位
2022
全日本選手権 優勝

## 世界選手権の成績
| 年   | ダウンヒル | フォークロス | 特記事項 |
| ---- | ---------- | ------------ | -------- |
| 2001 | 1          | -            | ジュニア |
| 2002 | 17         | 5            |          |
| 2003 | 7          | 9            |          |
| 2004 | 2          | 6            |          |
| 2005 | 11         | -            |          |
| 2007 | 6          | 5            |          |
| 2008 | 5          | 8            |          |
| 2009 | 8          | 6            |          |
| 2010 | 5          | -            |          |
| 2011 | 6          | -            |          |
| 2012 | 20         | -            |          |